# John Wilkins Whitfield

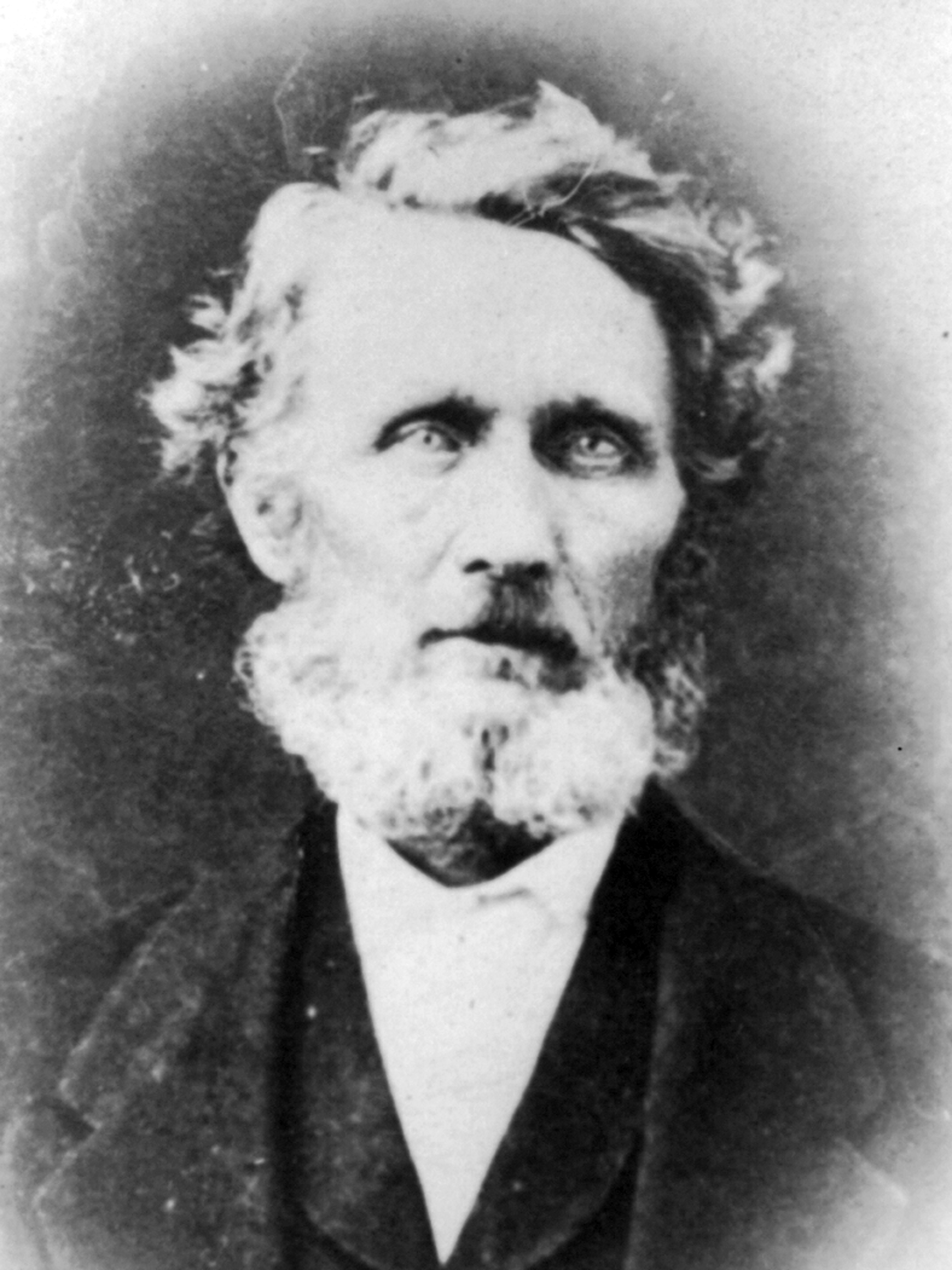
John Wilkins Whitfield

John Wilkins Whitfield (* 11. März 1818 in Franklin, Tennessee; † 27. Oktober 1879 in Hallettsville, Texas) war ein US-amerikanischer Armeeoffizier und Politiker. Zwischen 1854 und 1857 vertrat er das Kansas-Territorium als Delegierter im US-Repräsentantenhaus.

## Werdegang
John Whitfield besuchte die öffentlichen Schulen seiner Heimat. Im Jahr 1846 nahm er als Soldat der US-Armee am Mexikanisch-Amerikanischen Krieg teil. 1853 zog er nach Independence in Missouri, wo er zwischen 1855 und 1856 als Indian Agent tätig war.
Whitfield war Mitglied der Demokratischen Partei. Nach der Gründung des Kansas-Territoriums wurde er als dessen Delegierter ins US-Repräsentantenhaus in Washington, D.C. gewählt; dieses Mandat trat er am 20. Dezember 1854 an. Bei den Wahlen des Jahres 1854 wurde er bestätigt. Damit konnte er am 4. März 1855 eine weitere Legislaturperiode im Kongress beginnen. Allerdings wurde sein Sitz am 1. August 1856 für vakant erklärt. Dadurch wurde eine Nachwahl notwendig, die Whitfield wieder gewann. Zwischen dem 9. Dezember 1856 und dem 3. März 1857 konnte er dann die unterbrochene Legislaturperiode beenden.
Zwischen 1857 und 1861 war Whitfield bei der Landverwaltungsbehörde in Doniphan angestellt. Während des Bürgerkrieges stieg er in der Armee der Konföderierten Staaten bis zum Brigadegeneral auf. Zeitweise kommandierte er die konföderierte Kavallerie in Arkansas.
Nach dem Krieg zog Whitfield in das Lavaca County in Texas, wo er sich mit der Viehzucht und anderen landwirtschaftlichen Angelegenheiten befasste. In seinem neuen Heimatstaat wurde er später in das dortige Repräsentantenhaus gewählt. Er starb im Oktober 1879 und wurde in Hallettsville beigesetzt.